# 2605 Sahade
2605 Sahade este un asteroid din centura principală, descoperit pe 16 august 1974, de Felix Aguilar Obs..